# بیت کوین در السالوادور

وضعیت حقوقی بیت کوین
"مناقصه قانونی"
"مجاز" (قانونی برای استفاده از بیت کوین)
"مزاحمت آمیز" (برخی محدودیت‌های قانونی در استفاده از بیت کوین)
"مزاحمت آمیز" (تفسیر قوانین قدیمی، اما بیت کوین مستقیماً ممنوع نیست)
"محدود کننده" (ممنوعیت کامل یا جزئی)
اطلاعاتی وجود ندارد

السالوادور اولین کشور در جهان است که از بیت کوین به عنوان ارز قانونی استفاده می‌کند، پس از تصویب در مجمع قانونگذاری السالوادور در سال ۲۰۲۱. این اقدام توسط نایب بوکله، رئیس‌جمهور السالوادور ترویج شد. او ادعا می‌کند با تسهیل امور بانکی برای مردم سالوادور، اقتصاد را بهبود می‌بخشد و سرمایه‌گذاری خارجی را تشویق می‌کند.این کشور اکنون ۵,۸۰۰ بیت‌کوین به ارزش تقریبی ۰٫55 میلیارد دلار دارد. در سال ۲۰۲۱، السالوادور اولین کشوری شد که بیت‌کوین را به‌عنوان واحد پول رسمی اعلام کرد. از نوامبر ۲۰۲۲، دولت این کشور برنامه «۱ بیت‌کوین در روز» را به اجرا گذاشته و روزانه ۱ بیت‌کوین را بدون توجه به ارزش بازار آن خریداری می‌کند. این رویکرد فعالانه، السالوادور را در خط مقدم پذیرش ارز دیجیتال در سطح ملی قرار داده است. پذیرش بیت کوین به عنوان ارز قانونی هم در سطح بین‌المللی و هم در السالوادور به دلیل نوسانات بیت کوین، تأثیرات زیست‌محیطی آن و عدم شفافیت در مورد سیاست مالی دولت مورد انتقاد قرار گرفته‌است.
در سال ۲۰۱۹، دهکده ال زونته، بیت کوین را به عنوان پرداخت به دنبال اهدای ۱۰۰۰۰۰ دلاری بیت کوین از یک اهداکننده ناشناس پذیرفت. این کمک مالی با این شرط انجام شد که روستا یک اقتصاد دایره ای مبتنی بر بیت کوین را اتخاذ کند. بسیاری از ساکنان ال زونته به خدمات بانکی دسترسی نداشتند و از طریق دستگاه‌های تلفن همراه و دستگاه‌های خودپرداز بیت کوین در مناطق تجاری به بیت کوین دسترسی داشتند. این دهکده از آن زمان به‌عنوان «ساحل بیت‌کوین» شناخته شد و به عنوان نمونه‌ای از استفاده از ارز دیجیتال به‌عنوان پول قانونی توسط حامیان بیت‌کوین ذکر شده‌است. از سال ۲۰۲۲، هندوراس و گواتمالا نیز تلاش‌هایی را برای جذب گردشگران از طریق استفاده از بیت کوین در «هاب‌های بیت کوین» انجام داده بودند.

## تاریخچه
کولون (SVC) واحد پول رسمی السالوادور از سال ۱۸۹۲ بود تا زمانی که در ۱ ژانویه ۲۰۰۱، مجلس قانونگذاری السالوادور قانون یکپارچگی پولی را تحت مدیریت رئیس‌جمهور سابق فرانسیسکو فلورس تصویب کرد، و کولون با دلار آمریکا جایگزین شد. این قانون اجازه گردش آزاد دلار ایالات متحده را در السالوادور داد و کولون را از گردش خارج کرد. هدف دلاری کردن السالوادور دستیابی به ثبات مالی از طریق تشویق سرمایه‌گذاری خارجی و کاهش هزینه‌های مبادله تجارت بین‌المللی بود.
با این حال، دولت قادر به کنترل سیاست پولی پس از دلاری شدن نبود، زیرا ارزش پول به فدرال رزرو ایالات متحده گره خورده بود. نرخ مبادله ای که بر روی یک دلار آمریکا معادل ۸٫۷۵ کلون ثابت شده بود، قدرت خرید مردم را کاهش داد. دلاری‌سازی صادرات السالوادور را کند کرد زیرا نمی‌توانست با ارزهای کمتر ارزش‌گذاری شده سایر کشورهای در حال توسعه مانند چین رقابت کند. فقدان سواد مالی به مردم السالوادور آسیب رساند، زیرا آنها نه می‌دانستند چگونه از دلار آمریکا استفاده کنند و نه ارزش آن را درک می‌کردند. حواله‌ها ۲۳ درصد از تولید ناخالص داخلی را در سال ۲۰۲۰ تشکیل می‌دادند
در ۵ ژوئن ۲۰۲۱ ، رئیس‌جمهور السالوادور ، نایب بوکله، لایحه ای را برای پذیرش بیت کوین به عنوان ارز قانونی در السالوادور، از طریق یک ویدیوی انگلیسی زبان در کنفرانس بیت کوین ۲۰۲۱ در میامی اعلام کرد. بوکله ادعا کرد که پذیرش بیت کوین برای ساکنان سالوادور که در خارج از کشور زندگی می‌کنند ارسال حواله به بستگان خود در این کشور را آسان‌تر می‌کند.
در ۹ ژوئن ۲۰۲۱، مجلس قانونگذاری السالوادور با اکثریت آرای موافق ۶۲ از ۸۴ نماینده به تصویب قانون بیت کوین رای داد که به موجب آن ارز دیجیتال ارز دیجیتال پول قانونی در کشور می‌شود. دولت اعلام کرد که ۱۵۰ میلیون دلار پول نقد برای حمایت از بیت کوین این کشور کنار گذاشته‌است. بانک جهانی درخواست دولت برای کمک به اجرای این قانون را به دلیل نگرانی‌های شفافیت و اثرات زیست‌محیطی استخراج بیت کوین رد کرد. دولت اعلام کرد که US$۳۰ به صورت بیت کوین بین افرادی که برای استفاده از کیف پول الکترونیکی به نام چیوو (عامیانه سالوادوری به معنای «سرحال») ثبت نام می‌کنند، با هزینه ۷۵ میلیون دلار توزیع می‌کند. چیوو توسط یک شرکت خصوصی اداره می‌شود، اما اطلاعات مربوط به پلت فرم و سیاست‌های آن توسط دولت طبقه‌بندی شده‌است.

## واکنش‌ها
پذیرش بیت کوین به عنوان پول قانونی در السالوادور، هم در سطح بین‌المللی و هم در السالوادور مورد انتقاد قرار گرفت. در ۷ سپتامبر، هزاران معترض در سن سالوادور در اعتراض به راه اندازی چیوو و پذیرش بیت کوین تجمع کردند. علت این اعتراضات نگرانی از عدم شفافیت در مورد ایجاد قانون بیت کوین و چیوو و استفاده از دلارهای مالیاتی برای خرید بیت کوین بود. نرخ محدود نفوذ اینترنت در السالوادور تعداد افرادی را که می‌توانند از ارز دیجیتال استفاده کنند را محدود می‌کند.
بسیاری از کارشناسان مالی بین‌المللی هشدار دادند که نوسانات بیت کوین باعث ایجاد ریسک و بی‌ثباتی غیرضروری برای اقتصاد توسعه نیافته السالوادور می‌شود. در ژوئیه ۲۰۲۱، مودیز اینوستور سرویس رتبه اعتباری السالوادور را کاهش داد و سیاست‌های مالی بوکله و پذیرش بیت کوین را به عنوان یک عامل ذکر کرد. یک روز پس از پذیرش بیت کوین توسط السالوادور، گابریل سیلوا، نماینده پانامایی، لایحه مشابهی را پیشنهاد کرد که «اطمینان قانونی، مقرراتی و مالی را به استفاده، نگهداری و صدور ارزش دیجیتال و دارایی‌های رمزنگاری شده در جمهوری پاناما می‌دهد.»
برخی از منتقدان معتقدند که ناشناس بودن بیت کوین، مشارکت در پولشویی و فعالیت‌های مجرمانه را آسان‌تر می‌کند. به‌طور خاص، استفاده بالقوه بیت کوین برای فرار مالیاتی و در معاملات مربوط به باندهای فراملی و قاچاق انسان در السالوادور مورد توجه قرار گرفت.
جامعه بین‌المللی ارزهای دیجیتال تا حد زیادی از این قانون حمایت می‌کرد، که آنها معتقد بودند می‌تواند منجر به پذیرش بیشتر ارزهای دیجیتال توسط ایالت‌ها و بانک‌های مرکزی شود. حامیان ارزهای دیجیتال در توییتر و اینستاگرام ویدئوهایی از افرادی که از بیت کوین برای خرید در زنجیره‌هایی مانند استارباکس، پیتزا هات و مک دونالد استفاده می‌کنند، به اشتراک گذاشتند.
در ژانویه ۲۰۲۲، صندوق بین‌المللی پول از السالوادور خواست استفاده از بیت‌کوین را به‌عنوان ارز قانونی متوقف کند. صندوق بین‌المللی پول توصیه کرد که استفاده مداوم از بیت کوین احتمال اعطای وام ۱٫۳ میلیارد دلاری را که قبلاً در مورد آن به السالوادور پرداخته بود را کاهش می‌دهد.
یک نظرسنجی در دانشگاه فرانسیسکو گاویدیا در نوامبر ۲۰۲۱ نشان داد که ۹۱٪ از مردم سالوادور ترجیح می‌دهند از دلار آمریکا بجای بیت کوین استفاده کنند. در ژانویه ۲۰۲۲، فورچون گزارش داد که تغییر به بیت کوین پرداخت حواله‌ها را برای بسیاری از ساکنان سالوادور دشوارتر کرده‌است، زیرا هزینه‌های مربوط به تراکنش‌های بیت کوین چندین برابر حواله‌های سنتی است.
یک نظرسنجی منتشر شده توسط دانشگاه آمریکای مرکزی در سپتامبر ۲۰۲۱ نشان داد که ۹ نفر از هر ۱۰ ساکن سالوادور درک روشنی از بیت کوین ندارند و ۶۷٫۹٪ با تصمیم برای پذیرش آن به عنوان ارز قانونی مخالف بودند. دولت السالوادور ۴۰۰ پوند به ارزش ۲۰٫۹ میلیون دلار در آن زمان در ۶ سپتامبر، یک روز قبل از اجرایی شدن قانون بیت کوین خریداری کرد. در ۷ سپتامبر ۲۰۲۱، قانون بیت کوین به اجرا درآمد و بیت کوین به صورت قانونی در السالوادور تبدیل شد و آن را به اولین کشور در جهان تبدیل کرد که این کار را انجام می‌دهد. به عنوان بخشی از این پذیرش، دولت شروع به الزام همه مشاغل به پذیرش آن کرد. بر اساس این قانون، معاملات بیت کوین مشمول مالیات بر عایدی سرمایه نمی‌شوند و سرمایه گذاران خارجی بیت کوین که بیش از ۳ پوند در این کشور سرمایه‌گذاری می‌کنند، واجد شرایط اقامت دائم هستند.

## استفاده و تأثیر اقتصادی بیت کوین در السالوادور

### تأثیر فوری در سال ۲۰۲۱

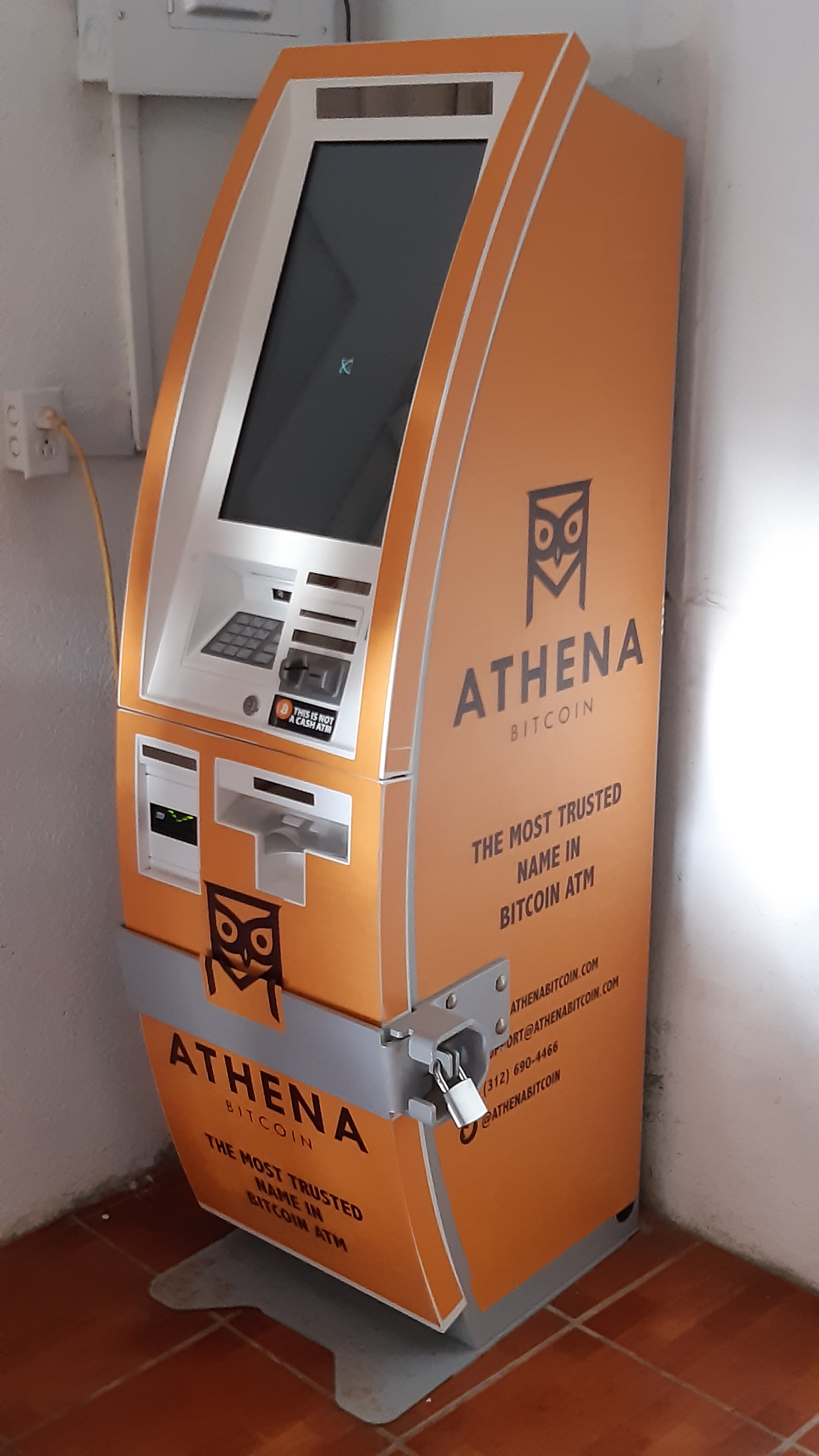
یک دستگاه خودپرداز بیت کوین Athena در ال زونته، السالوادور

چیوو در اکتبر ۲۰۲۱ راه اندازی شد و بلافاصله انتقاداتی را برای مسائل مربوط به ویژگی‌هایی مانند پردازش پرداخت و تراکنش‌ها برانگیخت. اندکی بعد اعلام شد که این برنامه از طریق فروشگاه اپل یا هواوی در دسترس نیست، اگرچه هواوی بعداً آن را اضافه کرد. چیوو چند ساعت پس از راه اندازی غیرفعال شد تا این پلتفرم بتواند ظرفیت سرورهای خود را افزایش دهد. این سیستم همچنین با سرقت هویت روبرو بود که منجر به سرقت پاداش‌های ثبت نام شد. اندکی پس از راه اندازی، چیوو اعلام کرد که ویژگی‌های قیمت گذاری خود را برای جلوگیری از اسکالپینگ تغییر می‌دهد، که منجر به شکایات بیشتر در مورد دشواری معاملات روزانه در چیوو و اختلاف قیمت‌ها شد.
اکثر کاربران پس از جمع‌آوری پاداش خود، استفاده از این پلتفرم را متوقف کردند. به گزارش فایننشال تایمز، یکی از بزرگ‌ترین بانک‌های کشور گزارش داد که در هفته اول، کمتر از ۰٫۰۰۰۱ درصد از تراکنش‌های چیوو به بیت کوین بوده‌است.
در سال ۲۰۲۱، دولت السالوادور شروع به خرید بیت کوین کرد. بین سپتامبر ۲۰۲۱ و ژانویه ۲۰۲۲ حدود ۸۵٫۵ میلیون دلار برای بیت کوین هزینه کرد ارزش بیت کوین در نوامبر ۲۰۲۱ شروع به کاهش کرد و تا ژانویه ۲۰۲۲ حدود ۴۵ درصد از ارزش خود را کاهش داد تخمین زده می‌شود که سالوادور در نتیجه این امر ۲۲ میلیون دلار از ذخایر ملی خود را دست داده‌است. دولت در طول این کاهش به خرید بیت کوین ادامه داد و دارایی‌های حداقل ۱۸۰۱ پوند به ارزش ۶۶ میلیون دلار تا ژانویه ۲۰۲۲ بود
بوکله اعلام کرد که دولت از انرژی زمین گرمایی پایدار برای استخراج بیت کوین استفاده خواهد کرد. استخراج بیت کوین از مقادیر زیادی انرژی استفاده می‌کند که در صورت استفاده از سوخت‌های فسیلی برای تأمین آن انرژی باعث آلودگی می‌شود. بوکله در نوامبر ۲۰۲۱ برنامه‌های خود را برای یک شهر بیت کوین اعلام کرد. این شهر در پایه آتشفشان کونچاگوا ساخته می‌شود و دایره‌ای است و شکل یک سکه را تداعی می‌کند. موقعیت این شهر به آن امکان می‌دهد از انرژی زمین گرمایی برای استخراج بیت کوین استفاده کند. بوکله همچنین اظهار داشت که مالیات بر درآمد در شهر جمع‌آوری نخواهد شد.
در سال ۲۰۲۲، دولت شروع به تهیه پیش نویس قانونگذاری برای ایجاد ۱ میلیارد دلار اوراق قرضه آتشفشانی کرد. نیمی از این اوراق برای تأمین مالی «شهر بیت کوین» استفاده می‌شود، در حالی که نیمی از بقیه برای خرید بیت کوین استفاده می‌شود که یک دوره قفل پنج ساله دارد. این اعلام باعث شد ارزش اوراق قرضه خارج از کشور السالوادور کاهش یابد،

### استفاده در سال ۲۰۲۲
یک سال پس از پذیرش بیت کوین، نظرسنجی‌های اقتصادی نشان داد که ارز دیجیتال به‌طور گسترده در السالوادور مورد استفاده قرار نمی‌گیرد، که بخشی از آن به دلیل فقدان سواد دیجیتال است. یک مطالعه منتشر شده توسط دفتر ملی تحقیقات اقتصادی ایالات متحده نشان داد که ۲۰٪ از افرادی که برنامه چیوو را دانلود کرده‌اند از پاداش ۳۰ دلاری خود استفاده نکرده‌اند و ۶۱٪ از کاربران چیوو پس از خرج کردن پاداش خود، استفاده از این برنامه را متوقف کرده‌اند. علی‌رغم تلاش‌های دولت برای جهانی کردن پذیرش بیت‌کوین، تنها ۲۰ درصد از کسب‌وکارها پرداخت با بیت‌کوین را پذیرفتند. اتاق بازرگانی سالوادور دریافت که تنها ۱۴ درصد از مشاغل در السالوادور بین سپتامبر ۲۰۲۱ تا ژوئیه ۲۰۲۲ تراکنش‌های بیت کوین انجام داده‌اند و ۳ درصد احساس می‌کنند که توانایی استفاده از بیت کوین ارزشمند است. طبق گزارش بانک مرکزی، بیت کوین در ۱٫۹ درصد از حواله‌های ارسالی به السالوادور بین سپتامبر ۲۰۲۱ و آوریل ۲۰۲۲ استفاده شده‌است رسانه‌ها گزارش دادند که بیت کوین نتوانسته درآمد گردشگران را افزایش دهد و استفاده از آن حتی در مراکز توریستی به تعداد کمی از گردشگران محدود شده‌است. با این حال، برخی از کسب و کارها در ال زونته گزارش دادند که شاهد افزایش ۳۰ درصدی تجارت از سوی گردشگران ارزهای دیجیتال بوده‌اند.در مارس ۲۰۲۲، دولت سالوادور اعلام کرد که پروژه «باند آتشفشانی» به تعویق افتاده‌است و شرایط اقتصادی جهانی و جنگ در اوکراین را به عنوان عوامل ذکر کرد.
پس از سقوط ارز دیجیتال ۲۰۲۱–۲۰۲۲، بیت کوین ۷۰ درصد از ارزش خود را در نوامبر ۲۰۲۱ از دست داد در این زمان، بوکله حدود ۱۵۰ میلیون دلار آمریکا یا تقریباً ۴ درصد از ذخایر ملی السالوادور را برای سرمایه‌گذاری در بیت کوین هزینه کرده بود. به گزارش بی‌بی‌سی، ۲۳۰۰ بیت کوین خریداری شده توسط دولت سالوادور ۵۰ درصد از ارزش خود را از دست داده‌است. نرخ رشد اقتصادی السالوادور در این مدت کاهش یافت و بسیاری از اقتصاددانان پیش‌بینی کردند که این کشور شانس بالایی برای عدم پرداخت بدهی خود دارد. در پاسخ به این مسائل، بوکله بودجه عمومی را کاهش داد که منجر به کاهش زیرساخت‌های آب و خدمات عمومی در برخی از شهرداری‌ها شد. بوکله اغلب به نوسانات در بازار ارزهای دیجیتال با اعلام در توییتر پاسخ می‌دهد که «در حال خرید افت است.» در ژوئن ۲۰۲۲، او ۸۰ بیت کوین اضافی خرید. الخاندرو زلایا، وزیر دارایی سالوادور اظهار داشت که این کشور هیچ پولی در طول سقوط از دست نداده‌است، زیرا هیچ‌یک از بیت کوین‌های خود را نفروخته‌است.
قبل از سقوط، چندین کشور دیگر اعلام کرده بودند که قصد دارند بیت کوین را به عنوان ارز قانونی استفاده کنند، اما فقط جمهوری آفریقای مرکزی این کار را انجام داده‌است.